# پیتزو سنترال
پیتزو سنترال (به لاتین: Pizzo Centrale) یک کوه در سوئیس است که در کانتون تیچینو واقع شده است. پیتزو سنترال ۲٬۹۹۹ متر بالاتر از سطح دریا واقع شده است.